# Agnes Muthspiel
Agnes Muthspiel (* 8. Februar 1914 in Salzburg; † 3. Mai 1966 ebenda) war eine Salzburger Malerin.

## Lebenslauf
Agnes Muthspiel war die älteste Tochter von Heinrich und Agnes Gahbauer und besuchte in Salzburg die Volksschule und danach das Akademische Gymnasium. 1938 heiratete sie den promovierten Richter Hans Muthspiel, der als Soldat 1941 in Russland fiel. Nach dem Krieg begann sie, angeregt durch die Bekanntschaft mit Künstlern wie Max Peiffer Watenphul, Caspar Neher und Herbert Breiter, als Autodidakt zu malen und hatte ab 1950 international zunehmend Erfolg. Nach ersten spätexpressionistischen Arbeiten befreite sie sich zunehmend von ästhetischer Voreingenommenheit und wurde so im besten Sinne eine naive Malerin; auf die geht auch die kurzfristig bestehende Gruppe der Salzburger Naiven zurück.
Zu ihrem Freundeskreis gehörten auch der Bildhauer Toni Schneider-Manzell, die Komponisten Gottfried von Einem und Carl Orff, die Dichter Werner Bergengruen und Gerhard Amanshauser, aber auch Bert Brecht oder die Maler Eduard Bäumer und Paul Flora. 

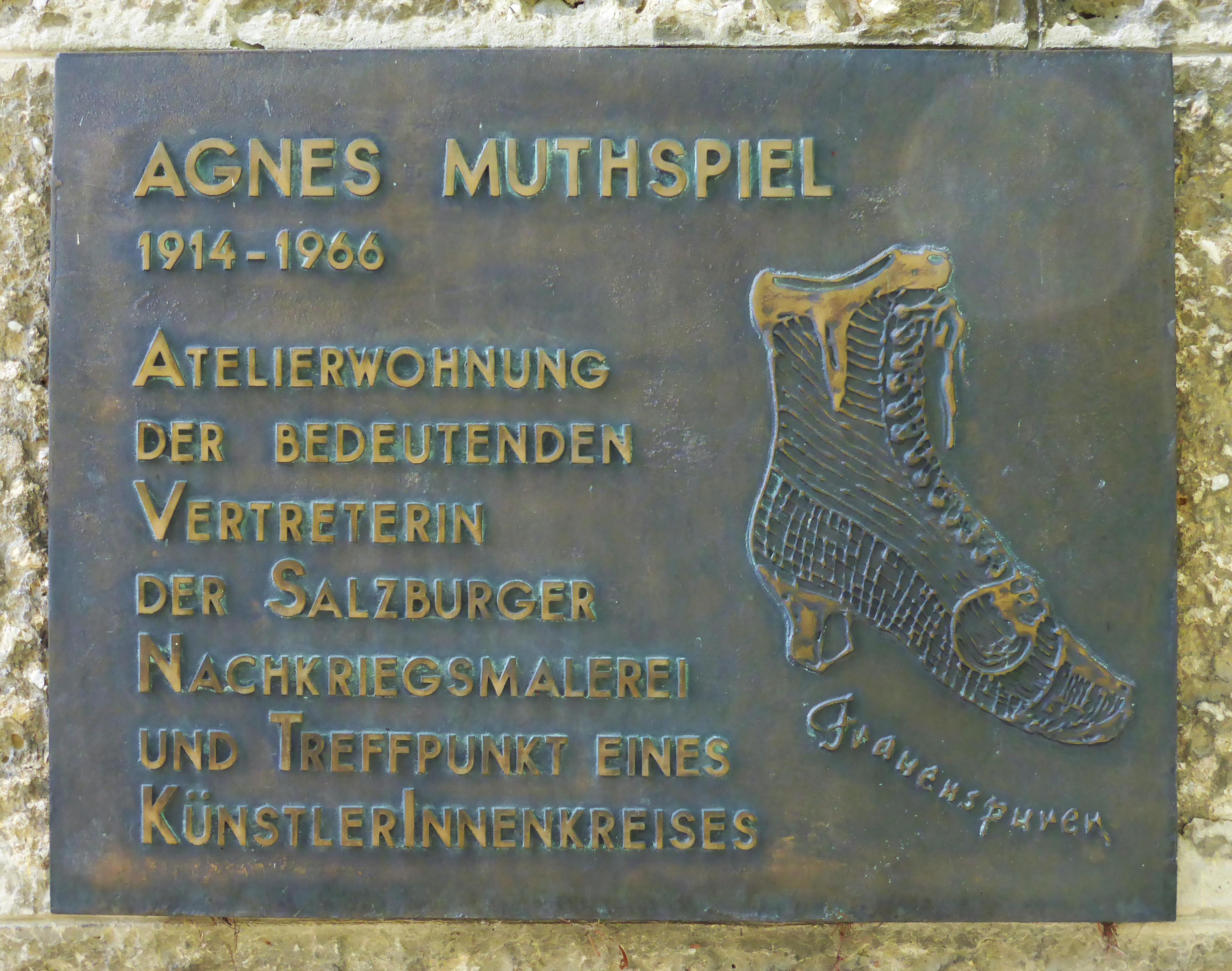
Gedenktafel für Agnes Muthspiel auf ihrem Wohnhaus dem Abts-Thurm auf dem Mönchsberg.

1966 wurde die Künstlerin mit dem Theodor-Körner-Preis geehrt. Auch eine Gedenktafel an ihrem ehemaligen Wohnhaus (Mönchsberg 9) erinnert an die Malerin.

„Naiv bedeutet, auf sie angewandt, die ungebrochene, unabgeleitete, direkte Art, mit der sie ihre Lebenserfahrung ihren alltäglichen Blick auf die Dinge in Malerei umsetzte. Ihr Alltag war intensiv. ... Agnes Muthspiel ist die Malerin einer untergehenden Welt, der sie aber nicht wehmütig oder romantisch nachblickte. Sie reichte selbst noch hinab, war dort  eingeboren.“

In Salzburg ist auch eine Straße nach Agnes Muthspiel benannt. 

## Werke
Agnes Muthspiel malte vor allem Ölbilder, aber auch Aquarelle, Zeichnungen und Druckgrafiken. Besonders liebte sie es, Bilder ihrer Heimatstadt samt ihren Türmen und ihren Gärten zu malen, aber auch in Rom, das die überzeugte Katholikin sehr schätzte, und auf der geliebten italienischen Insel Ponza malte sie viel.